# Галуаев, Феликс Германович
Феликс Германович Галуаев (род. 12 октября 1992) — российский дзюдоист, чемпион (2016) и серебряный призёр (2018, 2021) чемпионатов России, мастер спорта России. Выступает в лёгкой весовой категории (до 73 кг). Его наставниками были Ирбек Айларов и Заслуженный тренер России Алик Бекузаров. Живёт в городе Дмитров Московской области. Представляет клуб «Вооружённые силы» (Дмитров).

## Спортивные результаты
- Чемпионат России по дзюдо 2016 года — ;
- Чемпионат России по дзюдо 2018 года — ;
- Чемпионат России по дзюдо 2021 года — ;